# Bolitoglossa dunni
Bolitoglossa dunni är en groddjursart som först beskrevs av Schmidt 1933.  Bolitoglossa dunni ingår i släktet Bolitoglossa och familjen lunglösa salamandrar. IUCN kategoriserar arten globalt som starkt hotad. Inga underarter finns listade.